# Canada Life Centre
Canada Life Centre é uma arena interna localizada em Winnipeg, Manitoba. Foi aberta em 16 de Novembro, 2004, substituindo a desde então demolida Winnipeg Arena.
O MTS Centre é "casa" da equipe de hóquei Manitoba Moose, e será sede do time da NHL Winnipeg Jets. Foi palco do Juno Awards de 2005. Além disso também foi "casa" para os jogos da  AHL All-Star Classic de 2006. 